# Wilhelm Kuhne

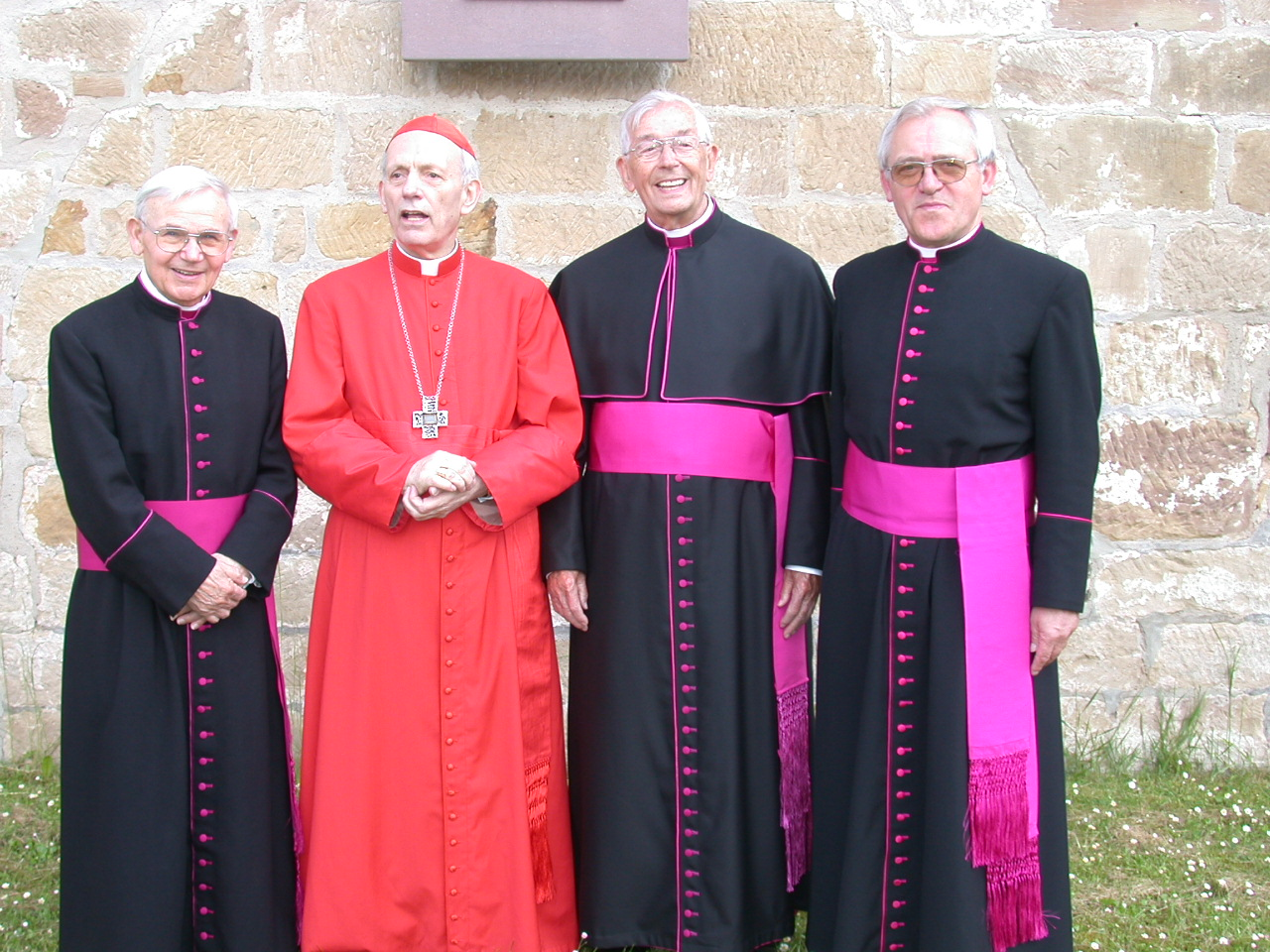
Wilhelm Kuhne (links) mit Joachim Kardinal Degenhardt, rechts sein Nachfolger in Hardehausen, Konrad Schmidt (2002)

Wilhelm Kuhne (* 10. September 1926 in Lünen; † 15. Juli 2019 in Niedersfeld) war ein deutscher römisch-katholischer Priester und Erwachsenenbildner.

## Leben
Wilhelm Kuhne wurde im früheren Lüner Ortsteil Horstmar geboren und wuchs dort auf einem Bauernhof auf. Seine Mutter stammt aus dem westfälischen Adelsgeschlecht Fürstenberg. Zunächst besuchte er die dritte Klasse des Gymnasiums der Benediktiner in der Abtei Königsmünster in Meschede, das jedoch ein Jahr später von den Nationalsozialisten aufgelöst wurde. Er wechselte an das Stadtgymnasium in Dortmund, wo er sein Abitur ablegte. Mit 16 Jahren wurde er als Luftwaffenhelfer und mit 18 Jahren als Soldat und Offiziersanwärter in der Wehrmacht verpflichtet. Kurz vor Kriegsende 1945 geriet er in französische Kriegsgefangenschaft und wurde 1946 mit gesundheitlichen Problemen entlassen.
1946 nahm Kuhne Studium ein Studium der Philosophie, katholischen Theologie in Paderborn auf, das er in München fortsetzte. 1951 trat er in das Leokonvikt ein, das Theologenkonvikt der Erzdiözese Paderborn in Paderborn. Wilhelm Kuhne empfing am 13. April 1952 im Paderborner Dom die Priesterweihe und wirkte bis 1960 als Vikar in Brilon an der Propsteikirche St. Petrus und Andreas. In Brilon gründete er eine Gruppe der Katholischen Landjugendbewegung, war Jugendseelsorger für den damaligen Kreis Brilon und gab Religionsunterricht an der Berufsschule. Bis 1962 war er Pfarrvikar in der St.-Nikolaus-Gemeinde in Heringhausen bei Bestwig sowie Regionalseelsorger für den Kreis Meschede.
Es folgte die Ernennung zum Rektor der Katholischen Landvolkshochschule Anton Heinen in Hardehausen, die er 30 Jahre lang leitete. Im Erzbistum Paderborn setzte er sich für die ländliche Bildungsarbeit ein und war geistlicher Beirat des Verbandes deutscher Landvolkshochschulen sowie der katholischen Landvolkbewegung. Mit einer von Philipp Eggers betreuten Dissertation Anthropologische und soziologische Grundlagen der Pädagogik Anton Heinens, ein Beitrag zur Genese christlicher Volksbildung  über die Pädagogik Anton Heinens wurde er 1981 an der Rheinischen Friedrich-Wilhelms-Universität in Bonn zum Dr. phil. promoviert.
Von 1998 bis 2003 war er Lehrbeauftragter an der Theologischen Fakultät Paderborn für das Fach Religiöse Volkskunde. Kuhne trat auch als Autor zahlreicher fachliterarischer Werke hervor, die theologische und pädagogische sowie heimatgeschichtliche Themen aufgreifen.
Im Jahr 1992 übernahm Wilhelm Kuhne als Seelsorger die Grönebacher Pfarrgemeinde St. Lambertus. Er lebte in Winterberg-Niedersfeld. Am 25. März 2012 feierte er im Alter von 85 Jahren in der Kirchengemeinde St. Lambertus in Grönebach sein Diamantenes Priesterjubiläum.
Im Juli 2019 starb er im Alter von 92 Jahren im Winterberger Ortsteil Niedersfeld.

## Ehrenamt
Wilhelm Kuhne engagierte sich viele Jahre ehrenamtlich. Er setzte sich besonders für das Schützenwesen im Sauerländer Schützenbund und war dessen Präses in Grönebach. Er wirkte als Heimatforscher im Heimat- und Geschichtsverein in Winterberg.
Er war zudem Mitglied im Lions Club in Winterberg.

## Ehrungen und Auszeichnungen (Auswahl)
- Geistlicher Rat ad honores durch Erzbischof Lorenz Kardinal Jaeger (1969)
- Päpstlicher Ehrenkaplan (Monsignore) (1974)
- Bundesverdienstkreuz am Bande des Verdienstordens der Bundesrepublik Deutschland (1979)
- Andreas-Hermes-Plakette des Deutschen Bauernverbandes (1993)
- Ehrenbürgerwürde des Klosters Hardehausen (1993)
- Ehrenmedaille der Stadt Winterberg (2008)
- Kunstpreis des Kunstvereins Lünen (2010)
- Ehrenschild des Kreisschützenbundes Brilon (2011)

## Werke (Auswahl)
- Anthropologische und soziologische Grundlagen der Pädagogik Anton Heinens. Ein Beitrag zur Genese christlicher Volksbildung. Bonn, Univ.-Diss. 1981.
- Christliche Erwachsenenbildung. Der pädagogische und andragogische Entwurf Anton Heinens. (= Schriften zur christlichen Erziehung und Bildung; 1) Schöningh, Paderborn 1983, ISBN 3-506-74900-5.
- Lager 1102 Nr. 1322741: Notizen und Erinnerungen. 12 Tage Krieg, 281 Tage Gefangenschaft. Bonifatius, Paderborn 1986, ISBN 3-87088-501-7. (11. Auflage, Brilon 2009, ISBN 978-3-86133-507-8)
- Acht heitere Jahre als Briloner Vikar. 1952–1960. Podzun, Brilon 1993, ISBN 3-86133-135-7.
- Leitplanken. Referate, Vorträge und Predigten aus den Jahren 2002 – 2006. Podzun, Brilon 2007, ISBN 978-3-86133-434-7.